# كاندية
كَندِيَة (بالتركية العثمانية: كانديه)‏ أو هِيرَاقِلْيُون (باليونانية: Ηράκλειο)‏ أو رَبَضُ الْخَندَق، مدينة يونانية ومركز لبلدية تقع في جنوب البلاد وهي عاصمة إقليم كريت الإداري، وأيضاً مركز مقاطعة كاندية إحدى مقاطعات هذا الإقليم.

## الموقع والسكان
تقع المدينة في منتصف الساحل الشمالي لجزيرة كريت، على البحر المتوسط (على الجزء الذي يعرف باسم بحر كريت).
يبلغ عدد سكان المدينة حوالي (137) ألف نسمة (تعداد عام 2001) وبالتالي تكون كاندية سادس أكبر مدينة في اليونان بعد أثينا، سالونيك، بيرايوس، باتراس، وَبيريستيري. وأكبر مدينة في جزيرة وإقليم كريت.

## التسمية

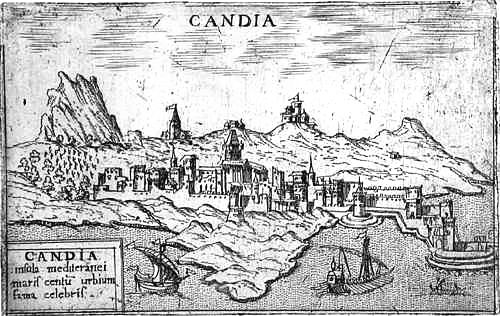
رسم قديم للمدينة يعود للقرن السادس عشر

تعود تسمية المدينة إلى اللغة العربية، حيث أنها المدينة اليونانية الوحيدة التي بناها العرب في الجزيرة التي عرفوها باسم إقريطش عام 824 م. وكان اسم المدينة وقتها «ربض الخندق»، فأصبحت باللغة اليونانية الوسطى «خنذاكاس» (Χάνδαξ أو Χάνδακας)، ثم في اللغة الإيطالية «كاندية» (Candia)، وذلك عندما أصبحت المدينة في يد البندقية، فأصبح الاسم شائعًا في اللغات ذات الأصل اللاتيني.
أما اسم المدينة الرسمي والمتداول عالمياً هو «إيراكليو» (Ηράκλειο)، والذي هو صفة من الشخصية الأسطورية الإغريقية الشهيرة هرقل، والذي يمكن أن يعرب أيضاً إلى «هيراكليون» أو «هيراقليون» (Ηράκλειον).
هناك اسم ثالث للمدينة أقل تداولًا، وقد شاع بين الكريتيين في القرون الثلاث الأخيرة (خلال الفترة العثمانية) وهو «ميغالوكاسترو» (Μεγάλο Κάστρο)، وتعني «القلعة الكبيرة».

## التاريخ

### العصور القديمة
يعتقد أنه تاريخ المدينة يعود للفترة مينوية، فبسبب قربها من كنوسوس التي كانت عاصمة المينوين من المعتقد أن قد قام مكان المدينة الحالية ميناء قديم، يعود لتلك الفترة، على أية حال لم يعثر على أية آثار تعود لتلك الفترة.

### القرون الوسطى
مؤسسي المدينة الفعليين كانوا العرب، الذين قاموا في عام (824) م. إبان احتلالهم لجزيرة كريت والتي كانوا يسمونها (إقريطش) ببناء هذه المدينة، وجعلوها قاعدتهم في الجزيرة، وقد أطلقوا عليها اسم «ربض الخندق».
لعبت المدينة دور القاعدة الأساسية من أجل الغزو والإغارة على سواحل الإمبراطورية البيزنطية، وللسيطرة على الحركة البحرية في بحر إيجة.
لكن البيزنطيون، استردوها عام (961) م. مع باقي الجزيرة تحت قيادة نقفور الثاني، وقاموا بقتل سكانها وإحراقها وتسويتها بالأرض، استمرت فترة النفوذ البيزنطي لمدة (243) سنة تالية قاموا خلالها بإعادة بناء المدينة.

### الفترة الفينيسية

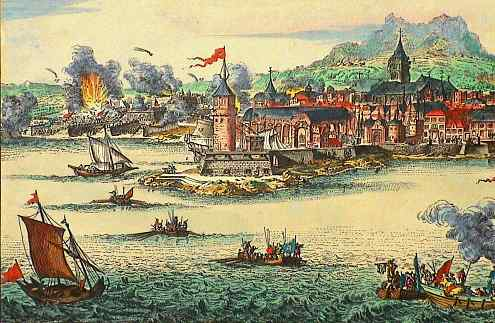
لوحة تمثل حصار العثمانيين للمدينة

اشتراها الفينيسيون عام (1204) م كجزء من صفقة سياسية تمت بين عدة دول قوية في تلك الفترة، وقاموا بتحسين تحصينات المدينة وأسوارها حيث وصلت سماكة أسوارها إلى (40) متر في بعض الأماكن، وبنوا قلعة كبيرة في ميناء المدينة. قدمت في تلك الفترة الكثير من العائلات من إيطاليا واستقرت في المدينة، والتي أصبحت تعرف بمملكة كاندية (Regno di Candia)، وأصبحت أهم مستوطنة فينيسية خارج البندقية. ازدهرت المدينة تجارياً وثقافياً وتأثرت بـعصر النهضة الأوروبي، وقامت فيها شبه نهضة ثقافية وافنية.

### الفترة العثمانية
حاصرها العثمانيون لمدة (22) سنة في واحد من أطول الحصارات في التاريخ العسكري، وقد قتل في هذه الحرب عشرات الآلاف من الجانبين، نجع العثمانيون في دخولها عام (1622) م بفضل الباشا العثماني فاضل أحمد باشا الكوبريللي. وأصبحت وقتها تعرف باسم كانديه، بينما باللغة المحلية ميغالوكاسترو. تراجعت أهمية المدينة في هذه الفترة لأن العثمانيين نقلوا مركزهم إلى خانيا.

### الدولة اليونانية الحديثة
ثار سكان الجزيرة ككل على الحكم العثماني في أواخر القرن التاسع عشر عندما بدأت الدولة العثمانية بالضعف، واستطاعوا الانتصار. وضعت المدينة وقتها تحت الإشراف الدولي بين (1898-1908) م. ثم بعد العام (1908) م. أصبحت كاندية جزءاً من دولة كريت والتي اختارت بدورها الانضمام إلى المملكة اليونانية عام (1913) م.
أعيد تسمية المدينة وقتها إلى (هيراقليون) أو (إيراكليو) نسبة إلى ميناء هيراقليوم القديم في جزيرة كريت والذي لم يحدد مكان تواجده الفعلي.

## المعالم الأساسية

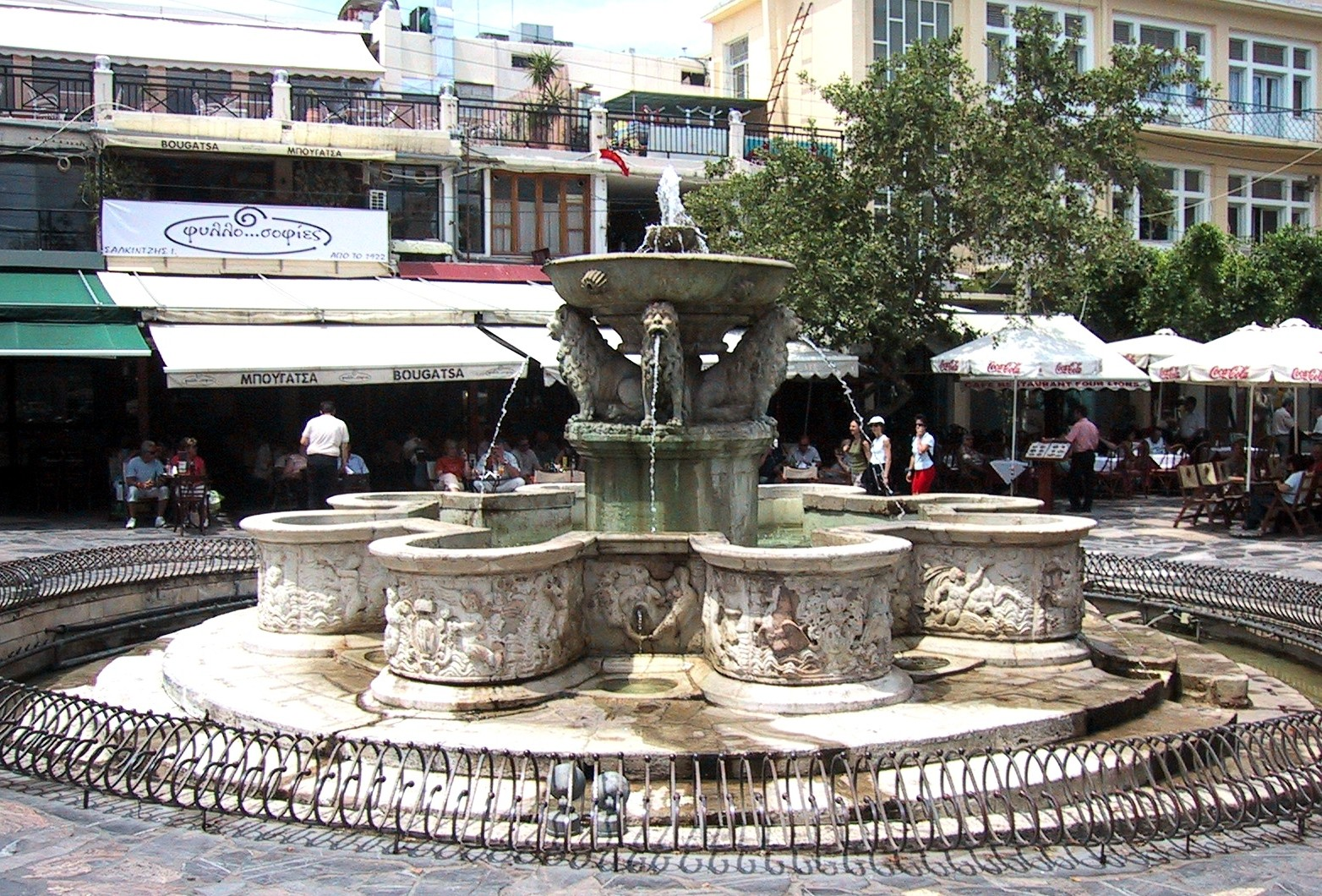
نافورة موروسيني

توجد في هيراقليون (كاندية) العديد من المعالم والصروح التي تعكس بشكل خاص العمارة الفينيسية والعثمانية، ومن أهم المعالم:
-الأسوار الفينيسية: وتعتبر من أهم وأمنع الأسوار في كل منطقة البحر المتوسط، ونموذج للهندسة الدفاعية، يعود تاريخ بناءها للـقرن السادس عشر، لها شكل مثلث قاعدته في البحر، تطوق المدينة الفينيسية ممتدة حولها مسافة (5.5) كيلومتر، توجد على امتدادها العديد من المعاقل والأبراج المرتبطة ببعضها عبر ممرات محمية. توجد ضمنها بعض البوابات التي تربطها بالريف، تميزها المنحوتات العديدية لأسد القديس مارك وهو رمز فينيسيا
-الميناء الفينيسي: ويعود تاريخ بناءه لفترة الحكم العربي لكريت، توسع لاحقاً خلال الفترة الـبيزنطية ثم الفينيسية، حيث أصبح قاعدة أسطولها البحري في شرق المتوسط، وأهم معلم فيه:
حصن كولِس (Koules) ويسمى أيضاً روكّا ديل مارِه (Rocca del Mare) بمعنى (صخرة البحر) بدأت عمليات البناء فيها في الـقرن الثالث عشر واستمرت حتى الـقرن السادس عشر، وهو عبارة عن حصن منيع يحمي ميناء ومدينة كاندية.
-المدينة القديمة: خططها العرب، وتطورت في الفترة البيزنطية، ثم أخذت شكلها الحالي خلال الفترة الفينيسية، وتوجد فيها كل المعالم الأساسية للمدينة ومنها: -ثكنة القديس جورج: التي بنيت عام (1582) م. وتوجد ضمنها حالياً مبنى المقاطعة.، -اللودجيا (Loggia): وهو مبنى عام كانت تعقد فيه اجتماعات النبلاء والتجار الفينيسيين بني عام (1628) م. وتوجد ضمنها حالياً بلدية هيراقليون. –الأرميريا (Armeria): وهو مخزن الأسلحة الفينيسي القديم. –روغا مايسترا (Ruga Maistra): ويعني الشارع الرئيسي، وهو الطريق الأكبر الذي يشق البلدة القديمة ويصلها بالميناء، وتوجد على جانبيه بيوت تعود للفترة الفينيسية. –قصر الدوق (بالاتزيو دوكالي): ويوجد في قلب المدينة القديمة، وهو مؤلف من طابقين. –بوابة فولتونه (Voltone): وهي أجمل بوابات المدينة، وتربطها مع الأراضي الريفية إلى الجنوب.
-كنائس المدينة: وأهمها

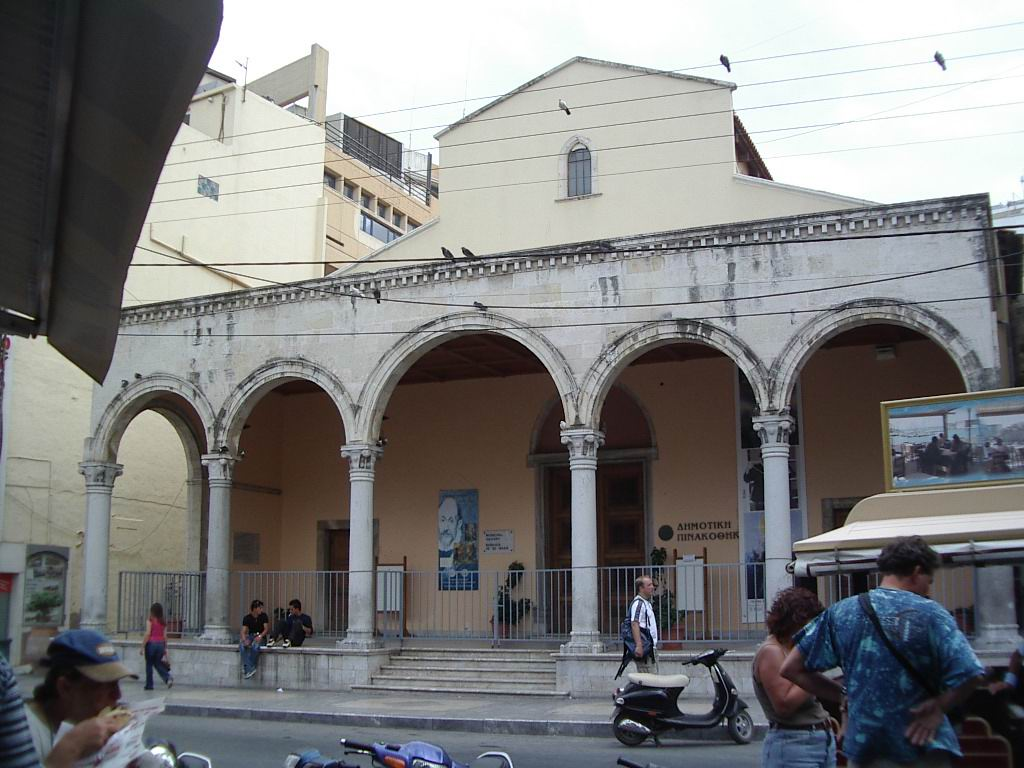
كنيسة القديس مارك الفينيسية

-كاتدرائية القديس تيتوس (آغيوس تيتوس): وهي تعود للفترة البيزنطية، وكانت مركزاً لأبرشية كريت، حولها الفينيسيون لاحقاً إلى كنيسة كاثوليكية. –كاتدرائية القديس مارك: وهي كاتدرائية المدينة في الفترة الفينيسية، وتوجد مقابل قصر الدوق في وسط المدينة القديمة، وتوجد ضمنها التوابيت الحجرية لنبلاء البندقية. –كنيسة القديس ماثيو (آغيوس ماتثايوس): وتعود للفترة البيزنطية، أعيد بناءها على الشكل الحالي عام (1508) م. بعد حدوث هزة أرضية. –دير القديس بولس وبيتر وهو دير دومينيكاني يعود للـقرن الثاني عشر. –كنيسة القديس ميناس والعذراء بانداناسا: وكانت من أهم كنائس كاندي الـأرثوذكسية خلال الفترة الفينيسية.
-نوافير المياه: كانت مصادر الشرب لأهل المدينة في القرون الوسطى وما تلاها ومن أهمها: -نافورة ماروسيني (Marosini): وهي أكثر نوافير كاندية شهرةً، توجد فيها تماثيل لأربعة أسود، والعديد من الحيوانات الأخرى والمشاهد الميثولوجية. –نافورة بمبو (Bembo): مزخرفة بأشكال تعود لعصر النهضة، وشعارات قوطية.
-نوافير أخرى وهي نافورة بريولي (Priuli)، نافورة ساغريدو (Sagredo)، سبيل ينيجار آغا (بالتركية العثمانية: يڭيچرى آغا).
-متاحف المدينة: توجد في المدينة المتاحف التالية
-متحف هيراقليون الأركيولوجي: وتوجد ضمنه مجموعة هامة من اللقى الأثرية من كنوسوس.
-متحف هيراقليون التاريخي: وتوجد به مجموعة تعكس تاريخ المدينة منذ إنشاءها إلى الوقت الحالي.

-متحف الثورة والمقاومة الكريتية: ويؤرخ للثورات التي قامت في الجزيرة ضد الأتراك وضد احتلال دول المحور خلال الحرب العالمية الثانية.
-متحف التاريخ الطبيعي.

## المواصلات

### النقل البحري

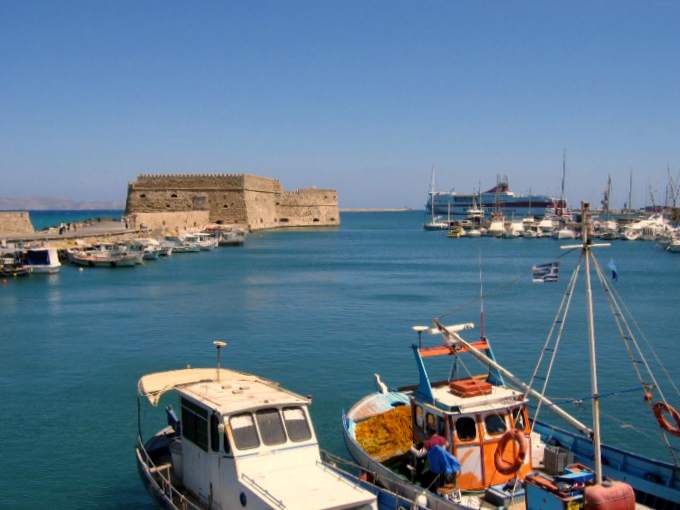
ميناء كاندية القديم، وتبدو القلعة في الصورة

تمتلك المدينة أكبر ميناء في كريت والذي يرتبط برحلات بحرية منتظمة مع أغلب الموانئ اليونانية الأخرى، وموانئ الدول المجاورة وخاصة موانىْ حيفا، الإسكندرية وليماسول.

### النقل الجوي
تمتلك كاندية ثاني أكبر مطار في اليونان من حيث حركة المسافرين، والذي يسمى مطار نيكوس كازانتزاكيس الدولي نسبة إلى الكاتب الشهير، يرتبط هذا المطار مع كل المدن اليونانية والأوروبية، وتزدحم فيه الحركة صيفاً نظراً لشدة الرحلات السياحية القادمة من الشمال.

### النقل البري
يمر بكاندية الطريق الأوروبي السريع E-75 والذي يحاذي الساحل الشمالي للجزيرة ويربط كل المدن الأساسية في كريت مع بعضها البعض.

### النقل العام
تمتلك المدينة فقط شبكة من الحافلات التي تربط بين أحيائها وضواحيها بحركة منتظمة، كما أنها مرتبطة مع المدن الكريتية الأخرى عبر الحافلات أيضاً.

## التعليم والثقافة
تعتبر كاندية مركزأ تعليمياً وثقافياً للجزيرة إذ يوجد فيها جامعتان هما جامعة كريت، والمعهد التقاني العالي الكريتي، هذا بالإضافة إلى 4 مراكز أبحاث علمية.

## متفرقات
- من أشهر مواليد المدينى الأديب اليوناني نيكوس كازانتزاكيس والذي ولد فيها عام (1883) م. والذي ألف روايات عديدة أهمها زوربا اليوناني.
- ولد فيها أيضاً رسام القرون الوسطى المشهور دومينيكوس ثيوتوكوبولوس والذي يعرف باسم إل غريكو والذي عمل رساماً لدى البلاط الملكي الإسباني.
- أهم النوادي الرياضية في المدينة هي:

-نادي أوفي كريت ويلعب في دوري الدرجة الأولى اليوناني لكرة القدم (موسم 2007-2008).
-نادي إرغوتيليس اف سي ويلعب في دوري الدرجة الأولى اليوناني لكرة القدم (موسم 2007-2008).
-نادي أستالينيوس ويلعب في دوري الدرجة الثالثة اليوناني لكرة القدم (موسم 2007-2008).
- تتمتع المدينة بمناخ متوسطي نموذجي يجعلها قبلة للسواح خلال فصل الصيف.
- تقع بالقرب منها آثار مدينة كنوسوس المينوية التي حفرها وأعادها البريطاني السير أرثر إيفانز.

## وصلات خارجية
- موقع المدينة الرسمي